# J. Walther
Jana Walther (* 1977 in der Oberlausitz) ist eine deutsche Schriftstellerin. Sie schreibt unter dem Namen J. Walther Kurzgeschichten, Erzählungen und Romane mit überwiegend schwulen und lesbischen Inhalten.

## Leben
J. Walther wurde 1977 in der Oberlausitz geboren. Bis heute lebt sie dort gemeinsam mit ihrer Lebensgefährtin im Haus ihrer Vorfahren. Sie studierte Sozialpädagogik. Ihr Wissen konnte sie in der Arbeit mit Drogengebrauchern und Straffälligen anwenden.
Schriftstellerisch ist J. Walther seit 2008 tätig. Zunächst beteiligte sie sich überwiegend mit Beiträgen zu verschiedenen Anthologien. Mittlerweile ist sie in mehr als 20 Sammelbänden vertreten. Dabei sind so renommierte Ausgaben wie „Liebe und andere Schmerzen“ (Hrsg. Jannis Plastargias, Größenwahn Verlag 2013) oder „Mein Schwules Auge“ (Hrsg. Rinaldo Hopf & Axel Schock, Konkursbuch Verlag 2003 ff.). Oft beteiligt sie sich an Benefiz-Anthologien. J. Walther ist selbst Herausgeberin der Anthologie „Sein schönster Sommer“ (CreateSpace Independent Publishing 2017), zu der sie die Texte von 9 weiteren Autoren kuratierte.
2010 erschien im Debütverlag ihr erster Roman „Benjamins Gärten“, den sie mittlerweile durch „Phillips Bilder“ (Dead soft 2013) und „Nur eine Frage der Liebe“ (2014) zu einer Romanfolge ergänzte, deren Einzelteile jedoch unabhängig voneinander gelesen werden können.

## Werke
- Benjamins Gärten. Debüt, Hattingen 2010, ISBN 978-3-9420-8601-1.
- Im Zimmer wird es still. Gmünder, Berlin 2011, ISBN 978-3-8678-7184-6.
- Daniel und Ismael. CreateSpace Independent Publishing, Scotts Valley 2012, ISBN 978-1-5085-7406-4.
- Der Engel auf der Fensterbank. eBook Self Publishing, 2013.
- Phillips Bilder. Dead soft, Mettingen 2013, ISBN 978-3-9447-3702-7.
- Nur eine Frage der Liebe. Eigenverlag, 2014, ISBN 978-1-7965-0895-6.
- Die wahre Geschichte von Robinson Crusoe. epubli, Berlin 2015, ISBN 978-3-7418-4092-0.
- Anna & Eva. CreateSpace Independent Publishing, Scotts Valley 2016, ISBN 978-1-5307-3839-7.
- Maras Schenkel. eBook Self Publishing, 2016.
- Phillip & Christoph. CreateSpace Independent Publishing, Scotts Valley 2017, ISBN 978-1-5464-2151-1.
- Marek – Ein Zuhause finden. CreateSpace Independent Publishing, Scotts Valley 2018, ISBN 978-1-9840-8467-5.